# Société gabonaise de raffinage
La société gabonaise de raffinage (SOGARA) est l'unique raffinerie du Gabon. Elle a été créée à l'origine par des États africains. Elle est, par la suite, détenue conjointement par des opérateurs privés et l'État gabonais.

## Historique
La SOGARA a vu le jour en novembre 1964, sous le nom de SER (Société équatoriale de raffinage). L'entreprise a été installée à Port-Gentil au Gabon en 1967, grâce à la volonté commune du Gabon, du Cameroun, de la République centrafricaine, de la République du Congo et du Tchad.
Les États partenaires du Gabon se sont retirés en 1973, pour développer leur propre industrie concurrente de raffinage. Le groupe Total est devenu partenaire de la république gabonaise dans un montage financier et technique.
Le 13 juin 2019, le conseil des ministres entérine le projet de décret de fusion de la Sogara et du Groupe Gabon Oil Company (GOC).
Ce décret est rendu caduc en juillet 2020. La Sogara et la Société gabonaise d’entreposage des produits pétroliers (SGEPP) se voient également confortées dans leur rôle : le raffinage et la commercialisation des produits raffinés, et le stockage des hydrocarbures.

## Activités
La SOGARA a raffiné 926 000 tonnes en 2011, soit une faible partie de la production gabonaise de pétrole (12 millions de tonnes en 2005), provenant surtout de l'île Mandji, pour des besoins locaux et de l'exportation de fioul. Le brut qualité « Mandji » permet de fournir une palette d'autres produits pétroliers pour le marché régional tels que le butane, le kérosène, le gazole, le bitume et l'essence sans plomb. Depuis le 4 mars 2011, la SOGARA traite dorénavant le brut « Rabi » pour des raisons liées essentiellement à la qualité et à la valorisation des produits.
Plusieurs oléoducs et un réservoir correspondant à une semaine de production permettent une production en continu.
La SOGARA est certifiée AFAQ ISO 9002 (version 1994) et ISO 9001 (version 2000).

## Rôle dans l'économie
La SOGARA étant l'unique raffinerie du pays, toute perturbation qui la touche se répercute sur l'approvisionnement en carburant du Gabon. Ainsi, en décembre 2014, une grève des employés du pétrole a-t-elle entraînée une pénurie dans les stations-service,,. Des grèves similaires avaient eu lieu en 2011 et 2013,.

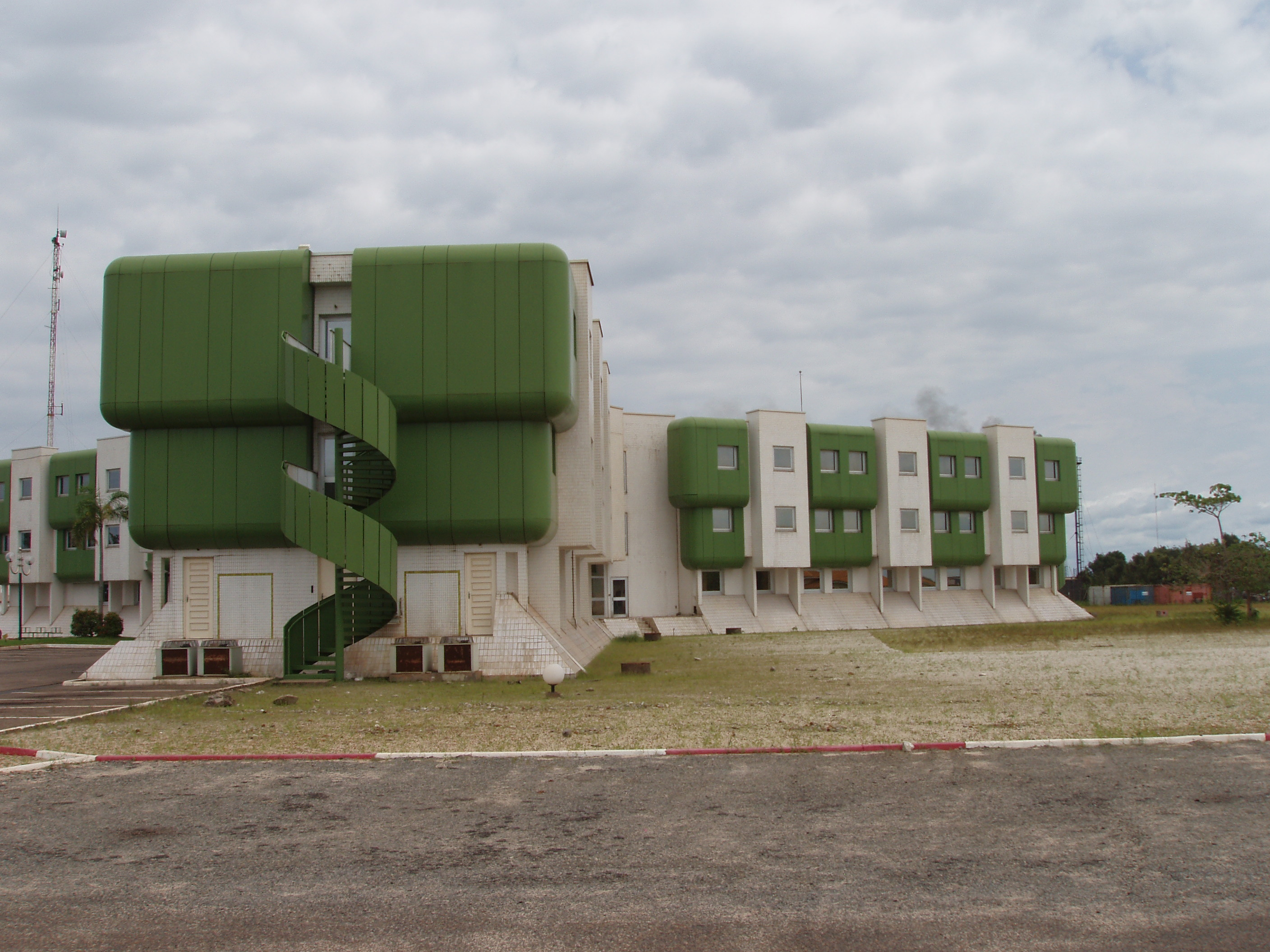
Le siège
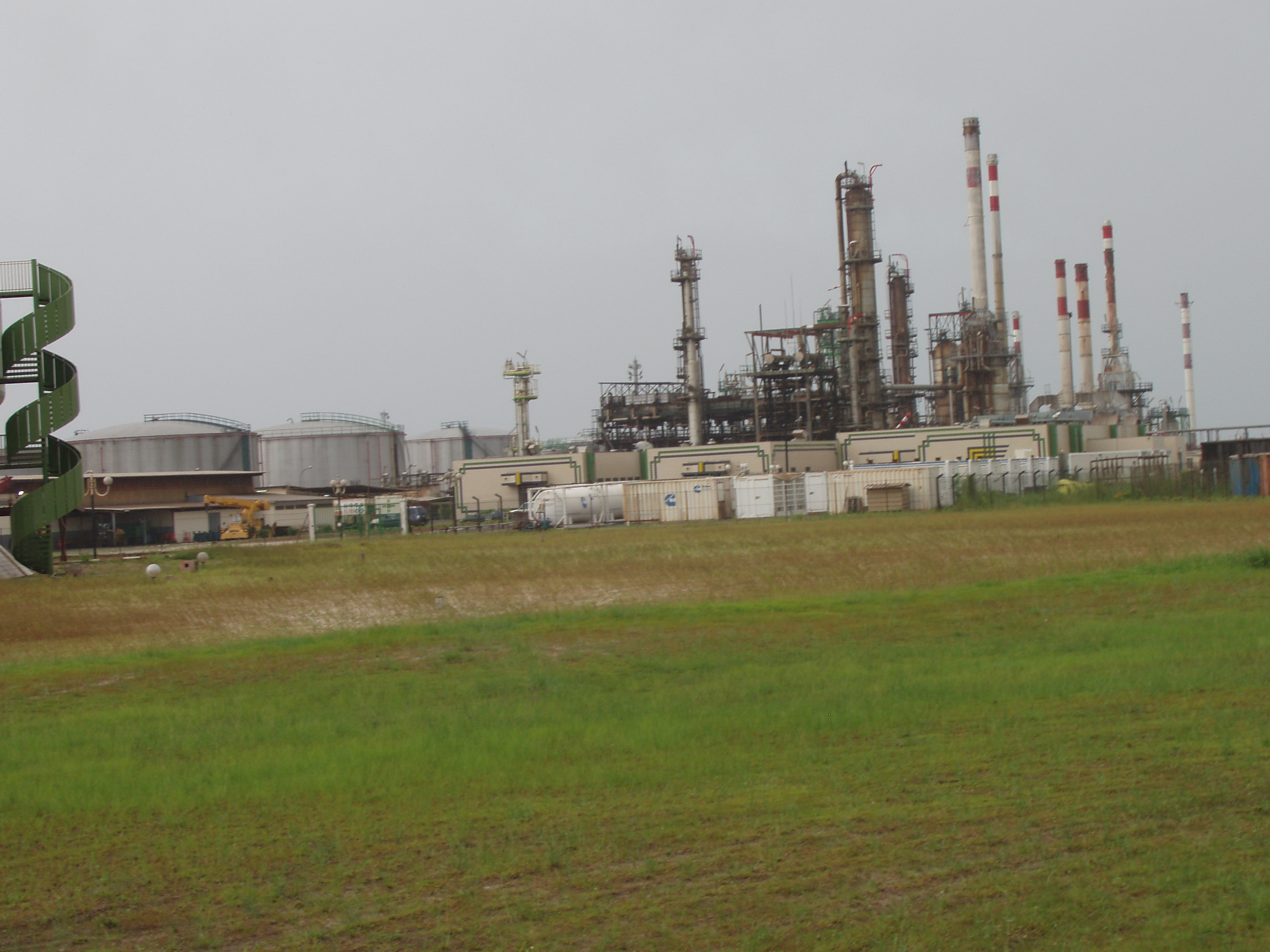
Le centre de raffinage
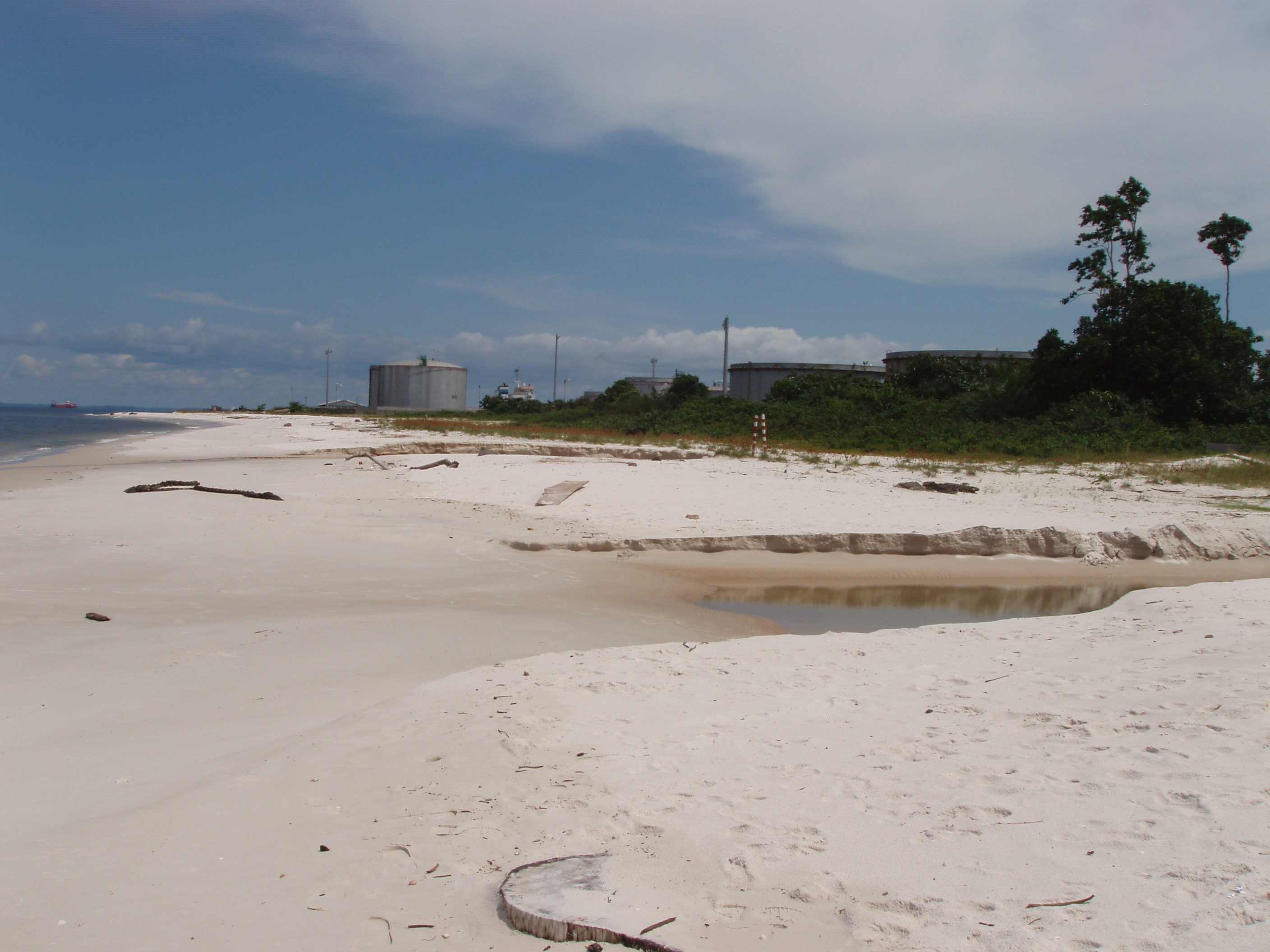
La plage, avec les réservoirs